# Palau de la Metal·lúrgia
Der Palau de la Metal·lúrgia ist eine Mehrzweckhalle in der spanischen Stadt Barcelona im Bezirk Sants-Montjuïc.

## Geschichte
Der Palau de la Metal·lúrgia wurde 1929 anlässlich der Weltausstellung Exposició Internacional de Barcelonaerrichtet. Während den Olympischen Sommerspielen 1992 war die Halle Wettkampfstätte der Wettkämpfe im Fechten sowie der Fechtwettkämpfe im Modernen Fünfkampf.